# Franz Novotny
Franz Novotny (*30 de maig 1949 a Viena) és un autor, productor i productor de cinema austríac.

## Biografia
Va assistir a l'Acadèmia de Belles Arts de Viena i es va convertir en foquista. A la dècada de 1970 va fer principalment retrats d'artistes per a la televisió austríaca. Es va donar a conèixer el 1977 a través de la pel·lícula de televisió Staatsoperette. Es va consolidar com a director a través dels seus dos primers llargmetratges. És un dels representants més importants del cinema d'avantguarda austríac dels anys 1960 i 1970. Quan el director Franz Novotny va rodar la seva pel·lícula Die Spitzen der Gesellschaft l'any 1990, la veritable matança de dos cavalls davant de la càmera va provocar un enrenou.
Les seves àrees de treball preferides són els llargmetratges, les sèries de televisió i els anuncis publicitaris. El 1995 va fundar la seva pròpia companyia cinematogràfica juntament amb Karin Novotny: Novotny & Novotny.

## Filmografia

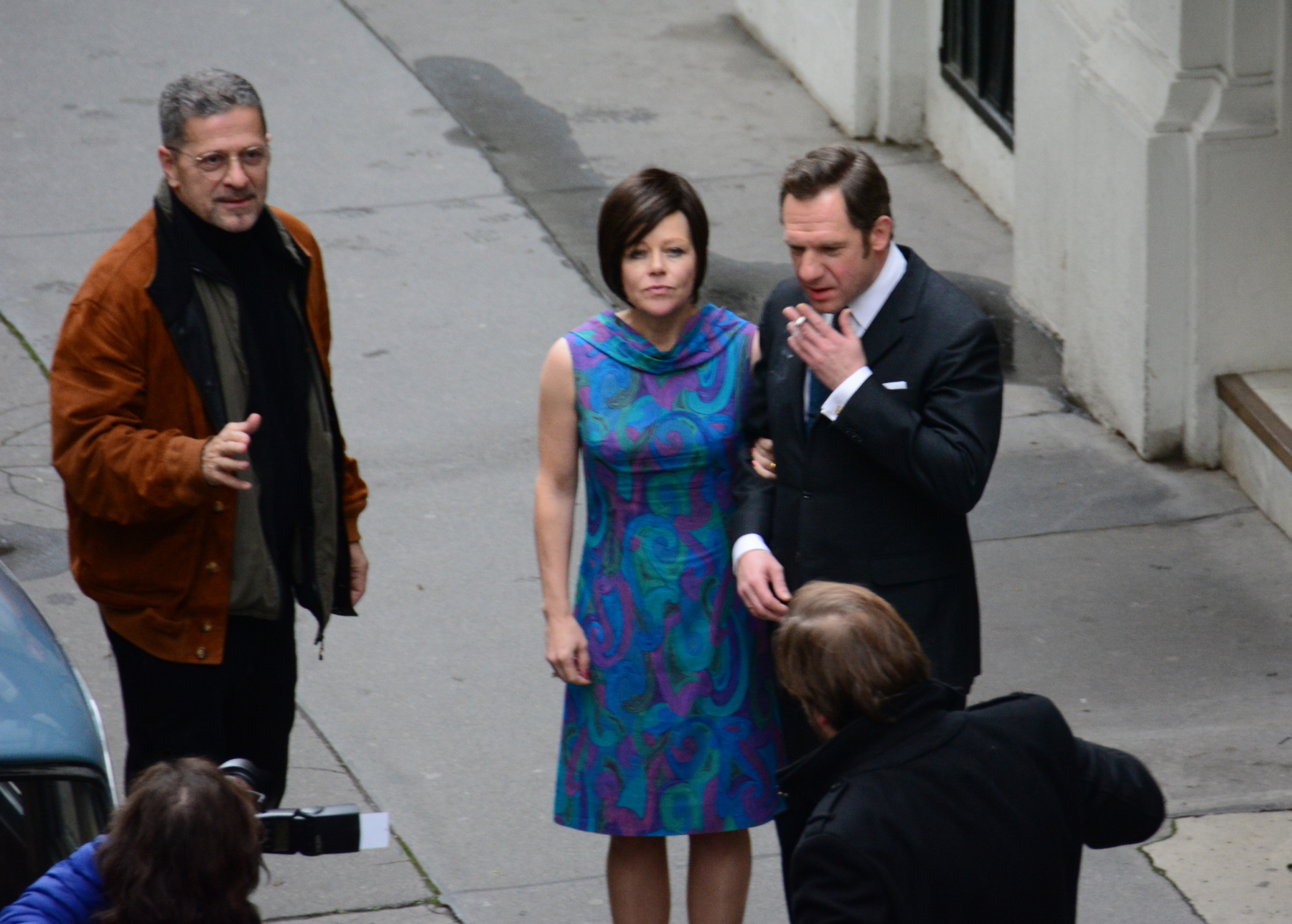
Franz Novotny amb Eva Spreitzhofer i Johannes Zeiler durant el rodatge el 2014

- 1977: Staatsoperette (director i guionista), telefilm
- 1980: Exit … Nur keine Panik (director i guionista)
- 1982: Die Ausgesperrten (director)
- 1982: Die Spitzen der Gesellschaft (director)
- 1985: Coconuts (director)
- 1988: Wien ist anders (director)
- 1990: Die Spitzen der Gesellschaft (director i guionista)
- 1993: Lauf, Anna, lauf, sèrie de televisió (Polizeiruf 133) (director)
- 1993: Notwehr (sèrie de televisió de Peter Strohm) (director)
- 1994: Exit II – Verklärte Nacht (director)
- 1997: Slidin’ – alles bunt und wunderbar (productor)
- 1999: Nachtfalter (Escort Service, Papillon de nuit) (director i guionista)
- 1999: The Punishment (Kazna) (productor)
- 2002: 011 Beograd (director i coproductor)
- 2002: YU (director)
- 2003: Fuse (coproductor)
- 2003: Summer in the Golden Valley (coproductor)
- 2007: Heile Welt (productor)
- 2013: Die Werkstürmer (productor)
- 2014: Der Vampir auf der Couch (productor)
- 2016: Deckname Holec (director i productor)
- 2016: Was hat uns bloß so ruiniert (productor)
- 2016: Egon Schiele: Tod und Mädchen (productor)
- 2017: Ugly (productor)
- 2017: Anna Fucking Molnar (productor)
- 2018: Angelo (productor)
- 2019: Kaviar (productor)
- 2019: Der Boden unter den Füßen (productor)
- 2019: 7500 (coproductor)

### Documentals ORF
- Der letzte Statist
- Stunde Null
- Nagl Maly
- Porträt Josef Mikl
- Utopie in neun wirklichen Bildern
- Der schöne große Alexander
- Lügensänger
- Damenwahl
- Orsolics Passion
- Das Stück mit dem Hammer
- Bakunin
- Scheitern in Wien
- Pluhar Show
- Carnival in Cuba
- Notizen aus einer Kleinstadt
- Migenes Show

## Premis
- Cannes Lions 1ion Bronze per a un anunci de cinema per a la marca de cigarrets "Men"
- Premis Clio Nova York
- Solapa de Berlín
- 1r Premi Festival de Cinema Militar de Ginebra
- Premi de publicitat suïssa
- tres premis estatals austríacs, inclòs el premi estatal de publicitat el 1981 per a l'anunci de cinema SPÖ In Zeiten wie diesen
- Medalla d'Or al Mèrit de l'Estat de Viena (1991)
- Creativ Club Austria (CCA): Golden Venus (múltiples vegades), bombo publicitari
- Millor pel·lícula publicitària austríaca
- Retrospectiva de l'obra sencera l'abril de 2007 al Filmarchiv Austria[3]
- Premis Romy 2017 - Premi a la categoria Millor productor de llargmetratge'[4][5]